# 皮圣安德烈
皮圣安德烈（法語：Puy-Saint-André，法語發音：[pɥi sɛ̃.t‿ɑ̃dʁe]）是法国上阿尔卑斯省的一个市镇，位于该省东北部，属于布里扬松区。

## 地理
皮圣安德烈（44°52'44"N, 6°35'55"E）面积15.37 平方千米，位于法国普罗旺斯-阿尔卑斯-蓝色海岸大区上阿尔卑斯省，该省份为法国东南部内陆省份，北起萨瓦省，西北接伊泽尔省，西南接德龙省，南至上普罗旺斯阿尔卑斯省，东北部与意大利接壤。
与皮圣安德烈接壤的市镇（或旧市镇、城区）包括：布里扬松、皮圣皮埃尔、圣沙夫雷、圣马丹德凯里耶尔、拉萨勒莱萨尔普、维拉尔圣庞克拉斯、瓦卢伊斯-佩尔武。

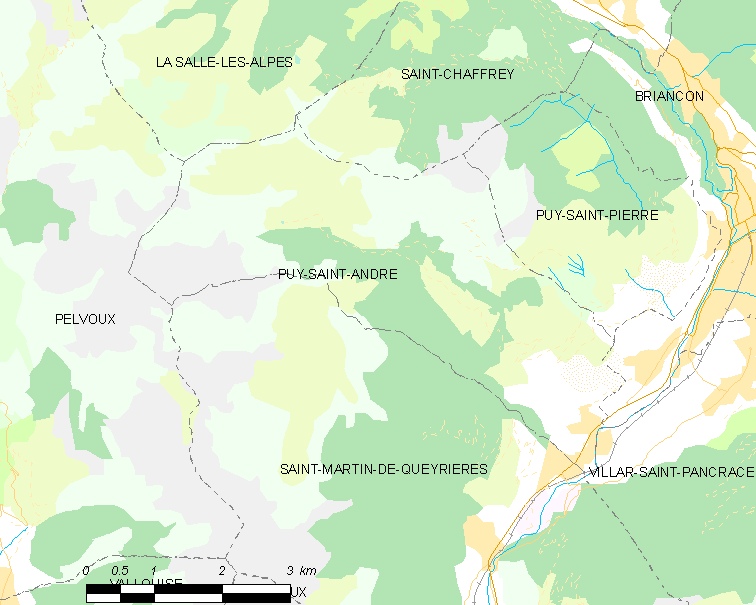
皮圣安德烈的OSM定位图

皮圣安德烈的时区为UTC+01:00、UTC+02:00（夏令时）。

## 行政
皮圣安德烈的邮政编码为05100，INSEE市镇编码为05107。

## 政治
皮圣安德烈所属的省级选区为布里扬松第一县。

## 人口

1962-2008年间皮圣安德烈人口变化图示

皮圣安德烈于2022年1月1日时的人口数量为471人。